# Gilbert (Holzmaß)
Der Gilbert war bis zur Einführung der metrischen Maßeinheiten 1872 ein unter anderem in Frankfurt am Main und Mainz mit abweichenden Werten übliches großes Maß für den Handel mit Brennholz. Ein Gilbert umfasste 2 Stecken. Dies entsprach bei der gewöhnlichen Scheitlänge von 3 Fuß etwa 75 Frankfurter Kubikfuß oder 1,7472 Ster; beim Tannenscheitholz  (1 Gilbert = 2620 Liter) für die Bäcker hatte der Gilbert 3 Stecken.
In Bayern und Österreich war der Gilbert als Holzmaß ebenfalls gebräuchlich. Er umfasste hier ¾ Stecken.